# Partit Socialista de Croàcia
El Partit Socialista de Croàcia (croat Socijalistička Stranka Hrvatske o Socijalistički Savez Hrvatske - Savez Socijalista Hrvatske, SSH) fou un partit polític de Croàcia creat arran de les eleccions legislatives croates de 1990 a partir de la Lliga Socialista del Poble Treballador de Croàcia (croat Socijalistički Savez Radnog Naroda Hrvatske, SSRNH), organitzacions de masses al marge de la Lliga dels Comunistes de Croàcia. Abans de les eleccions canvià el nom, però va obtenir el 3,31% dels vots a la segona volta i es quedà sense representació al nou Sobor croat. Poc després desaparegué.
Va ser breument revitalitzat quan el prominent advocat de Zagreb Silvija Degen va prendre el lideratge i es va llançar com a candidat amb relatiu èxit durant les eleccions presidencials croates de 1992.
El SSH no s'ha de confondre amb el Partit Socialista de Croàcia - Esquerra Alternativa (Socijalistička partija Hrvatske), que havia estat format per persones al voltant de Stipe Šuvar, a la vegada dissident del Partit Obrer Socialista de Croàcia. Els seus successors formaren el 1994 l'Acció Socialista Democràtica de Croàcia.